# Список аэропортов Кыргызстана
| Город       | Регион                  | Название    | Код ІАТА  | Код ІСАО | Координаты                       |
| ----------- | ----------------------- | ----------- | --------- | -------- | -------------------------------- |
| Баткен      | Баткенская область      | Баткен      | (БАТ)     | UCFB     |                                  |
| Бишкек      | Бишкек                  | Манас       | BSZ (БИШ) | UCFM     | 43°03′40″ с. ш. 074°28′39″ в. д. |
| Джалал-Абад | Джалал-Абадская область | Джалал-Абад | (ДЖБ)     | UAFJ     | 40°56′39″ с. ш. 072°58′40″ в. д. |
| Каракол     | Иссык-Кульская область  | Каракол     | IKG (КПЖ) | UCFP     |                                  |
| Кербен      | Джалал-Абадская область | Кербен      | (КРФ)     | UCFE     |                                  |
| Ош          | Ошская область          | Ош          | OSS (ОШШ) | UCFO     | 40°36′32″ с. ш. 072°47′35″ в. д. |
| Тамчы       | Иссык-Кульская область  | Иссык-Куль  | IKU (ИКУ) | UCFL     | 42°35′18″ с. ш. 076°42′48″ в. д. |

| Город  | Регион          | Название | Код ІАТА | Код ІКАО |
| ------ | --------------- | -------- | -------- | -------- |
| Кант   | Чуйская область | Кант     |          | UAFW     |
| Бишкек | Бишкек          | Манас    |          |          |

### Список неиспользуемых аэропортов Кыргызстана
| Город    | Регион            | Название | Статус               | Годы                |
| -------- | ----------------- | -------- | -------------------- | ------------------- |
| Талас    | Таласская область | Талас    | Ремонтируется с 2023 | 1940—1997 1997—2023 |
| Казарман | Нарынская область | Казарман | Ремонтируется с 2022 | 1980—1994 1994—2022 |